# Trirhithrum argutum
Trirhithrum argutum är en tvåvingeart som först beskrevs av Günther Enderlein 1920.  Trirhithrum argutum ingår i släktet Trirhithrum och familjen borrflugor.
Artens utbredningsområde är Ekvatorialguinea. Inga underarter finns listade i Catalogue of Life.